# Дікей
Дікей або Дікай (дав.-гр. Δίκαιος) у грецькій міфології був сином Посейдона та братом Сілея. Обоє жили біля гори Пеліон у Фессалії.

## Міфологія
За легендою, Дікей приймав Геракла за гостя. На відміну від Сілея, котрого вбив Геракл, Дікей був справедливою людиною, про що свідчило буквальне значення його імені (Δίκαιος = Справедливий).
На його честь було названо місто Дікея у Фракії.